# فرشته‌ماهی سیاه‌مخملی
فرشته‌ماهی سیاه‌مخملی (نام علمی: Chaetodontoplus melanosoma) نام یک گونه از سرده گیسودندان‌ها است.